# Mooca (distrito de São Paulo)
Mooca es un distrito ubicado en la zona sudeste de la ciudad de Sao Paulo, Brasil. Administrativamente pertenece a la subprefectura de Mooca.
El distrito históricamente se ha caracterizado por la gran cantidad de inmigrantes italianos que predominan hasta la actualidad. Es considerado uno de los más seguros de la ciudad según el mismo gobierno de la metrópoli. El distrito está formado por cuatro barrios: Vila Hipódromo, parte de Alto da Mooca, Mooca y Parque da Mooca.

## Historia

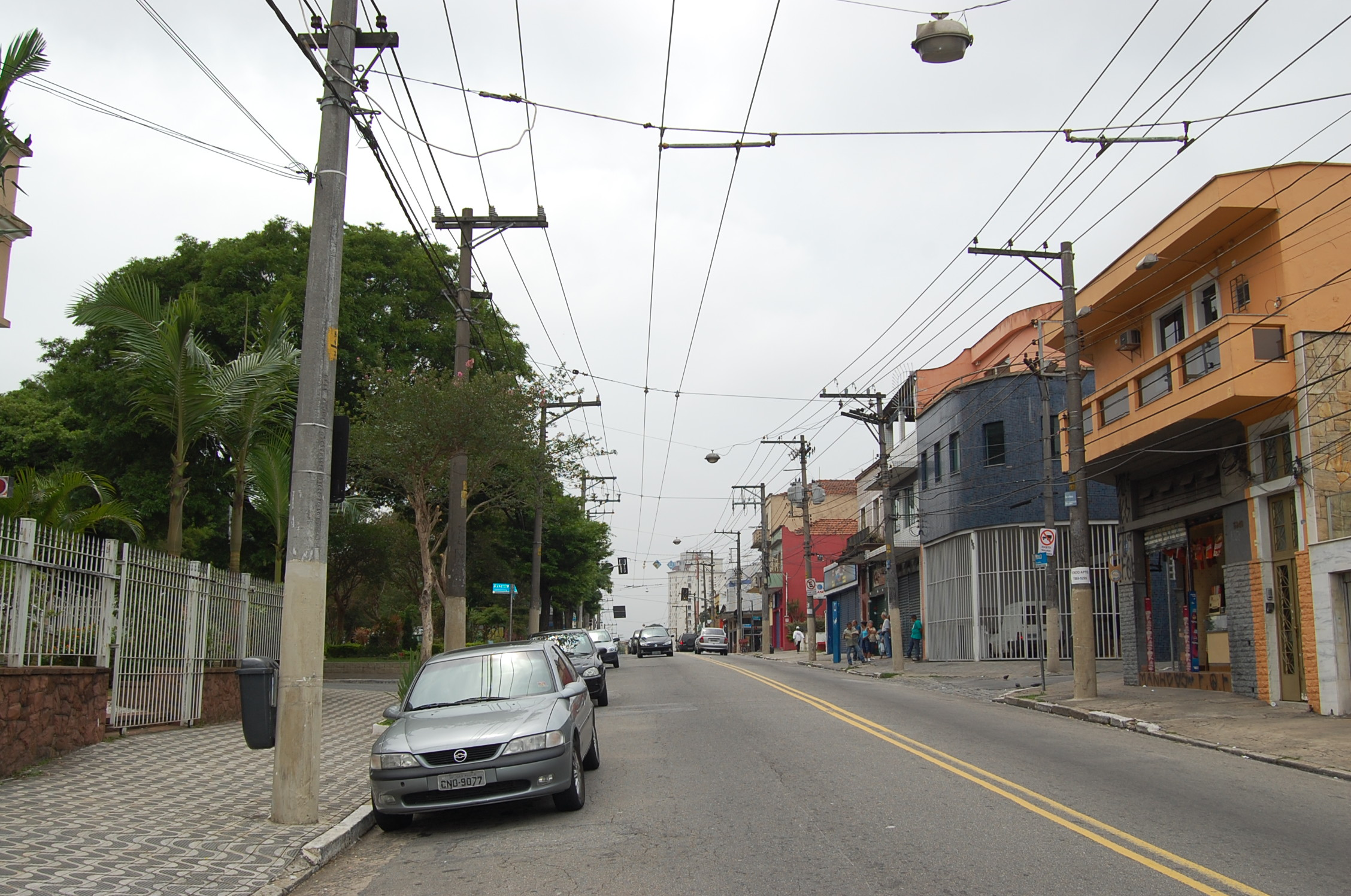
Rua da Mooca

El poblado que hoy forma el distrito de Mooca fue fundado el 17 de agosto de 1556, 56 años después del descubrimiento oficial de Brasil por los portugueses. En esa época, las tierras estaban ocupadas por indígenas que se concentraban cerca del Tameateí o Tometeri (hoy río Tamanduateí). El nombre del barrio es de origen indígena. Una versión es que surgió en el siglo XVI cuando los primeros habitantes blancos empezaron a construir sus casas en la región ante la curiosa mirada de los indios, que habrían exclamado ¡Muu-oca!. En una traducción libre, algo así como "¡Están haciendo casas!", de moo, hacer, y oca, casa.
Sin embargo, además de esta etimología, el tupinólogo Eduardo de Almeida Navarro añade otra posibilidad según la cual el nombre del distrito se originó a partir del término mũoka, que significa "casa de pariente", a través de la composición de los términos mũ (pariente) y oka (casa). 
Durante la Revuelta Paulista de 1924, el barrio fue bombardeado por aviones del Gobierno Federal. El ejército legalista de Artur Bernardes utilizó el llamado "bombardeo terrorífico" golpeando varias partes de la ciudad, especialmente barrios populares como Mooca, Ipiranga, Brás, Belenzinho y Centro, que fueron seriamente afectados por los bombardeos.

### Formación y desarrollo

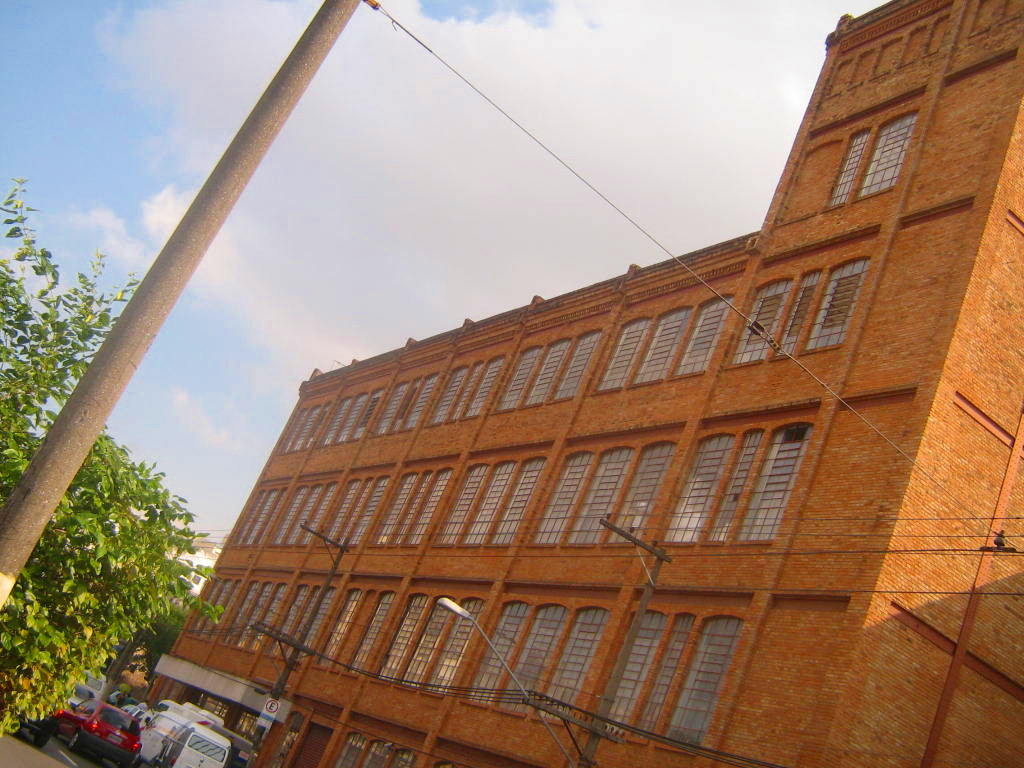
Edificio del antiguo Cotonificio Crespi comprado por la cadena Extra Hipermercados.

Mooca se caracteriza por una intensa ocupación por parte de italianos, cuyos descendientes no abandonaron el barrio. Otros inmigrantes importantes fueron lituanos y croatas. Un nombre estrechamente ligado al distrito es el del italiano Rodolfo Crespi, propietario de la que llegó a ser la mayor fábrica de tejidos de São Paulo, el Cotonifício Crespi fundado en 1896. Las sucesivas ampliaciones de la fábrica fueron acompañadas de la construcción de viviendas para sus empleados. Al igual que la familia Crespi, muchos de los trabajadores eran de origen italiano. Desde 2006, el complejo de la antigua fábrica está ocupado por el hipermercado Extra que promovió un polémico y agresivo proyecto de reforma y ampliación de los edificios alterando su integridad arquitectónica y constructiva.

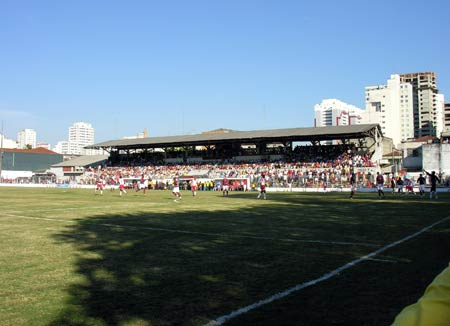
Estadio Conde Rodolfo Crespi, popularmente llamado estadio Rua Javari

La inmigración italiana también está presente en las tradiciones gastronómicas del barrio que, entre muchas cantinas, pizzerías y confiterías, cuenta con algunos nombres importantes, como la confitería Di Cunto, la pizzería São Pedro, la pizzería Ângelo, el restaurante Don Carlini y el restaurante Il tosto - Felipe Costa. Muchas familias de origen napolitano procedentes del sur de Italia, Lombardía (Milán, Busto Arsizio) y Piamonte (Turín) siguen ocupando el barrio en la actualidad y siguen celebrando sus fiestas típicas como como la Fiesta de San Genaro. 
El distrito alberga actualmente el Memorial del Inmigrante que ofrece información sobre la inmigración italiana a Brasil. Es un distrito que aún concentra parte de la industria de la ciudad pero en el que predomina la clase media residencial y de servicios. En el distrito también se encuentran la Universidad Anhembi Morumbi y la Universidad São Judas Tadeu, ambas de clase media y media-alta, y el tradicional club paulistano Juventus.

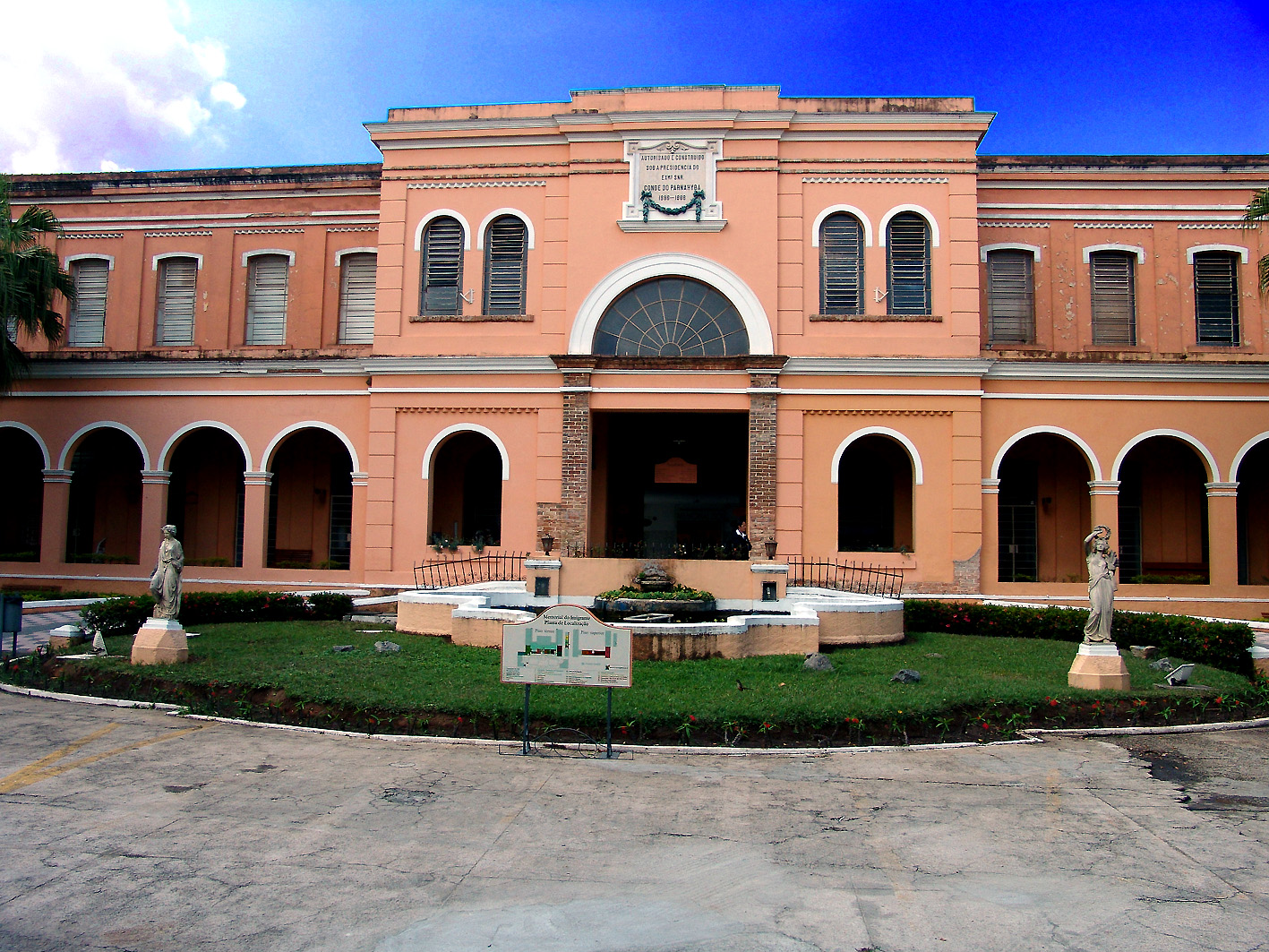
Fachada del Memorial do Imigrante.

Símbolo de la inmigración italiana, el Clube Atlético Juventus fue fundado el 20 de abril de 1924 por empleados del Cotonifício Rodolfo Crespi. Los grandes mecenas del club fueron Rodolfo y su hijo Adriano Crespi, italianos de la localidad de Busto Arsizio, en la provincia italiana de Varese, cerca de Piamonte. Rodolfo era seguidor del Juventus, equipo de fútbol de la ciudad italiana de Turín, mientras que a su hijo Adriano le gustaba la Fiorentina de Florencia. El nombre nació como homenaje a la Juventus de Italia, pero utilizando el color lila de la camiseta de la Fiorentina. Con el tiempo, ese color violáceo cambió a grená (vino), que se sigue utilizando en la actualidad. Hay otra versión que dice que la camiseta es granate en honor al Torino, el otro gran club de Turín. Así, se habría honrado a los dos clubes de esa ciudad.

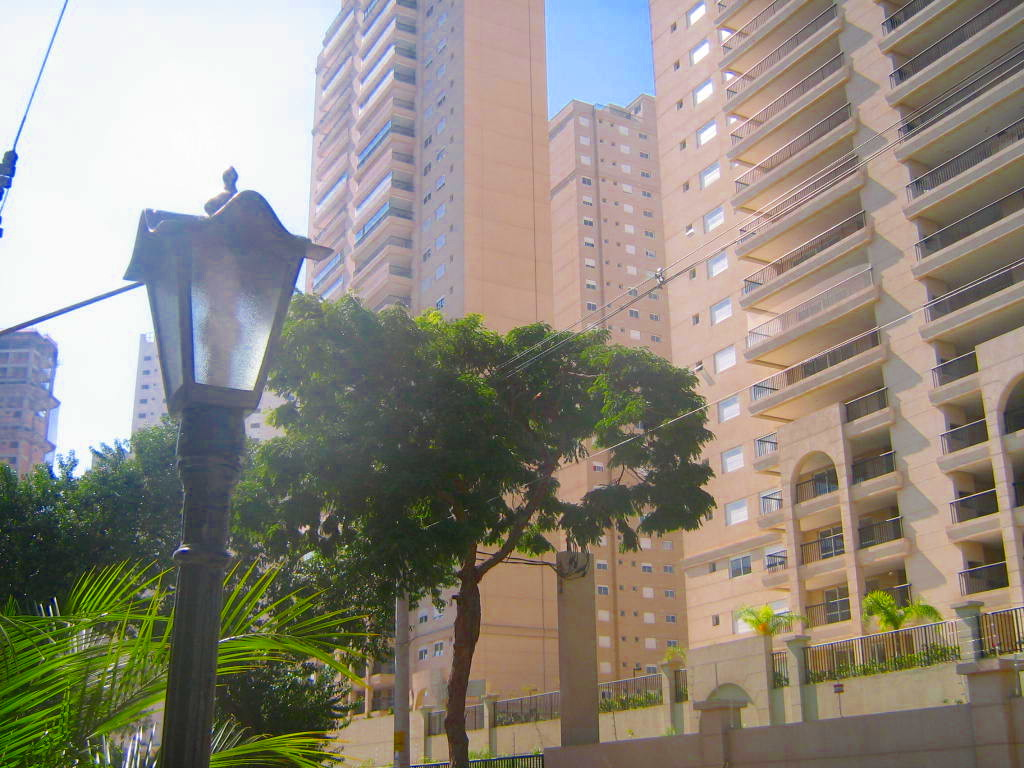
Condominios residenciales

### Activismo político
El distrito fue uno de los principales escenarios de la actividad política y revolucionaria en Brasil, debido a su carácter industrial. Sus habitantes, a principios del siglo XX eran inmigrantes trabajadores de países con una mentalidad socialista emergente.
En la época, el activismo comunista y anarquista era intenso. La confluencia de Avenida Paes de Barros, Rua da Mooca, Rua Taquari y Rua do Oratório era conocida como Praça Vermelha (en español: "Plaza Roja"). Sus habitantes también cruzaron el río Tamanduateí y pudieron participar en la "Caída de la Bastilla" en el barrio de Cambuci que tuvo lugar el 30 de octubre de 1930, con el objetivo de poner fin al trato inhumano de la comisaría de la calle Barão de Jaguara, donde estaban confinados sindicalistas y agitadores..

### Problemas contemporáneos
La comarca de Mooca se enfrenta actualmente a problemas relacionados con la inadecuación de parte de su estructura urbana a los nuevos usos y programas propuestos para el distrito por la municipalidad así como a cuestiones relacionadas con la gentrificación, es decir, la sustitución de los perfiles de población presentes en el distrito y la posible expulsión de las poblaciones de menor renta. El primer problema mencionado se refiere a la estructura industrial del tejido urbano a lo largo de la línea ferroviaria que atraviesa el distrito desde Brás (norte del distrito de Mooca) hasta las ciudades de la ABC Paulista. Esta estructura se caracteriza por una sucesión de manzanas urbanas ocupadas por naves industriales, muchas de ellas obsoletas, y cuyo origen se remonta al inicio de la industrialización de São Paulo. Algunos de estos bloques fueron adquiridos por promotores inmobiliarios y fusionados en grandes urbanizaciones privadas, lo que provocó la degradación del espacio público. El segundo problema se refiere al posible aumento del valor de las propiedades de la zona y al ataque del mercado inmobiliario, que conduce a la expulsión de las familias tradicionales de la zona, caracterizando la gentrificación.
En 2006 y 2007, la región fue testigo de un conflicto entre los movimientos de vivienda y la población de clase alta y media de la región en torno a la definición de zonas especiales de interés social (ZEIS) en la zona, en las que debería predominar la construcción de viviendas de interés social. Las clases de mayor renta exigieron la eliminación de las ZEIS del Plan Director Regional de la Subprefectura que habían sido definidas por la población en el proceso de elaboración de ese plan durante el gobierno de Marta Suplicy en São Paulo. Con la administración José Serra-Gilberto Kassab, la protección de Zeis dejó de existir por parte de la Alcaldía de São Paulo.

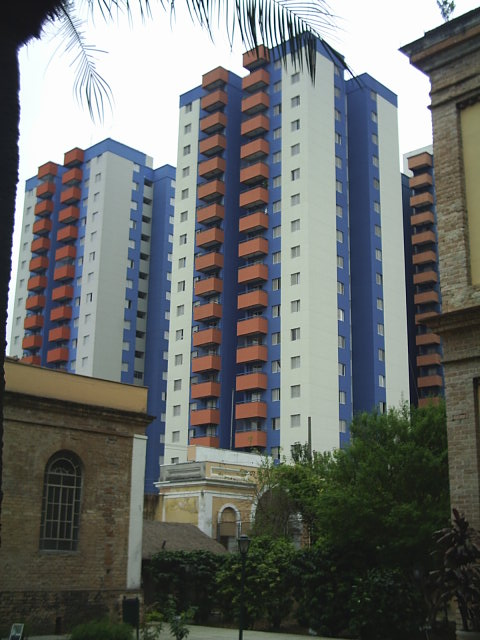
Contraste urbano entre edificios antiguos y modernos en el barrio Hipódromo.

En 2007, el barrio también fue escenario de una disputa entre CONPRESP (Consejo Municipal de Preservación del Patrimonio) y el mercado inmobiliario interesado en construir torres residenciales de alto y medio estándar en la zona.
Así, demostrando todo este contraste característico, aún hoy se pueden encontrar muchas mansiones antiguas, con sus fachadas de diversos estilos, construidas por los maestri, los maestros de obras, adornadas con guirnaldass y bajorrelieves junto a modernas residencias, así como calles estrechas, típicas de las antiguas ciudades europeas, junto a amplias avenidas.
Según un reportaje del Jornal da Tarde:

Con sus siete kilómetros cuadrados de extensión y una población de más de 63.000 habitantes, es el barrio más parecido a São Paulo, pues sus características corresponden exactamente a la media de la ciudad.

Hoy, el tradicional barrio es uno de los más valorizados de la Zona Este de São Paulo. Compuesto por tres barrios (Hipódromo, Parque da Mooca y Mooca) el distrito está experimentando actualmente una gran transformación en toda su extensión, con el desmantelamiento de antiguas industrias, fábricas y otros complejos, dando paso a nuevos establecimientos comerciales e imponentes condominios residenciales. 

## Distritos limítrofes
- Brás y Belém (norte)
- Belém y Agua Rasa (este)
- Vila Prudente (sur)
- Cambuci e Ipiranga (oeste)